# 吕西安·米沙尔
吕西安·米沙尔（法語：Lucien Michard，1903年11月17日—1985年11月1日），法国男子自行车运动员，出生于塞纳河畔埃皮奈。他曾代表法国参加1924年夏季奥林匹克运动会自行车比赛，获得男子个人竞速赛金牌。